# Chair de poule (film, 1963)
Pour les articles homonymes, voir Chair de poule (homonymie).
Pour plus de détails, voir Fiche technique et Distribution.
Chair de poule est un film franco-italien réalisé par Julien Duvivier et sorti en 1963.

## Synopsis
À Paris, les deux complices Daniel Boisset et Paul Genest sont surpris lors d’une tentative de cambriolage par le propriétaire qui rentre trop tôt chez lui, lors de la bagarre qui s'ensuit, Paul tue l'homme et réussit à s'enfuir. Daniel a moins de chance et est arrêté et accusé du meurtre. Il ne dénonce pas son complice et un an plus tard réussit à s’évader. Il trouve refuge dans un coin perdu des Alpes-Maritimes où il est embauché par Thomas, un brave garagiste. La jeune femme de Thomas, la pulpeuse et vénale Maria, découvre sa véritable identité et le contraint à ouvrir le coffre-fort de son mari pour s’approprier son magot, mais ce dernier les prend sur le fait et la femme tue son mari, Daniel se trouve à nouveau mêlé à une histoire de meurtre dont il n'est pas responsable et les choses vont encore se compliquer pour lui.

## Fiche technique
- Titre original : Chair de poule
- Réalisation : Julien Duvivier
- Scénario : Julien Duvivier et René Barjavel d’après le roman de James Hadley Chase, Tirez la chevillette (Come Easy - Go Easy, 1960)
- Dialogues : René Barjavel
- Décors : François de Lamothe
- Costumes : Janine Autrey
- Photographie : Léonce-Henri Burel
- Son : Louis Giaume
- Montage : Suzanne de Troeye
- Musique : Georges Delerue
- Photographe de plateau : Yves Mirkine
- Producteurs : Raymond Hakim, Robert Hakim
- Sociétés de production : Paris Film Production (France), Pathé Consortium Cinéma (France), Pans-Interopa Film (Italie)
- Sociétés de distribution : Pathé (France), CFDC (Compagnie française de distribution cinématographique, distributeur d'origine), Tamasa Distribution[1] (France), 20th Century Fox (Belgique), Lumière International (vente à l'étranger)[2]
- Pays d'origine : France, Italie
- Langue originale : français
- Format : noir et blanc — 35 mm — 1,66:1 — son monophonique
- Genre : film noir
- Durée : 107 min
- Date de sortie : 
  - France : 13 novembre 1963
- Mentions et classification CNC : tous publics, Art et Essai, visa d'exploitation no 27098 délivré le 31 octobre 1963

## Distribution
- Robert Hossein : Daniel Boisset
- Catherine Rouvel : Maria
- Jean Sorel : Paul Genest
- Georges Wilson : Thomas
- Nicole Berger : Simone
- Lucien Raimbourg : Roux
- Armand Mestral : Corenne
- Jacques Bertrand : Marc
- Robert Dalban : le brigadier
- Jean Lefebvre : le curé
- Jean-Jacques Delbo : Joubert
- Sophie Grimaldi : la starlette en promenade

## Édition
Le film fait partie de la collection de DVD Série Noire éditée par Studiocanal et Gallimard en 2001.

## Production

### Tournage
- Période de prises de vue : 5 juin au 28 juillet 1963[1].
- Intérieurs[1] : studios de la Victorine (Nice, Alpes-Maritimes).
- Extérieurs[1] : Paris / Île-de-France et Bouyon / Col de Vence et Vence (Alpes-Maritimes).

## Autour du film
- Si vous ne connaissez pas le sujet, laissez ce bandeau (vous pouvez alors contacter les auteurs).
- Si vous supprimez le contenu mis en cause (vous pouvez préalablement contacter les auteurs),

argumentez précisément cette suppression dans la page de discussion
(un manque de référence n'est pas un argument ; une recherche réelle de référence doit avoir été effectuée, être formellement documentée).
Pour une grande partie, le scénario n'est pas sans rappeler le roman Le facteur sonne toujours deux fois (le mari trop confiant et débonnaire, trompé par son épouse, avec celui qu'il croit être devenu un ami, et qui le vole…).

## Accueil critique
L'Œil sur l'écran (Le Monde) : « La réalisation de Duvivier est sans faille, avec de nombreuses scènes fortes et une distribution très riche par la palette de personnages différents : même Jean Sorel, un choix assez critiqué, est ici parfait car sa prestance est justement en décalage total avec l’histoire. Dans le genre policier très noir, Chair de poule est une des plus belles réussites françaises des années soixante et il est vraiment injuste qu’il ait été si longtemps méprisé. »